# Runensteine von Skälby

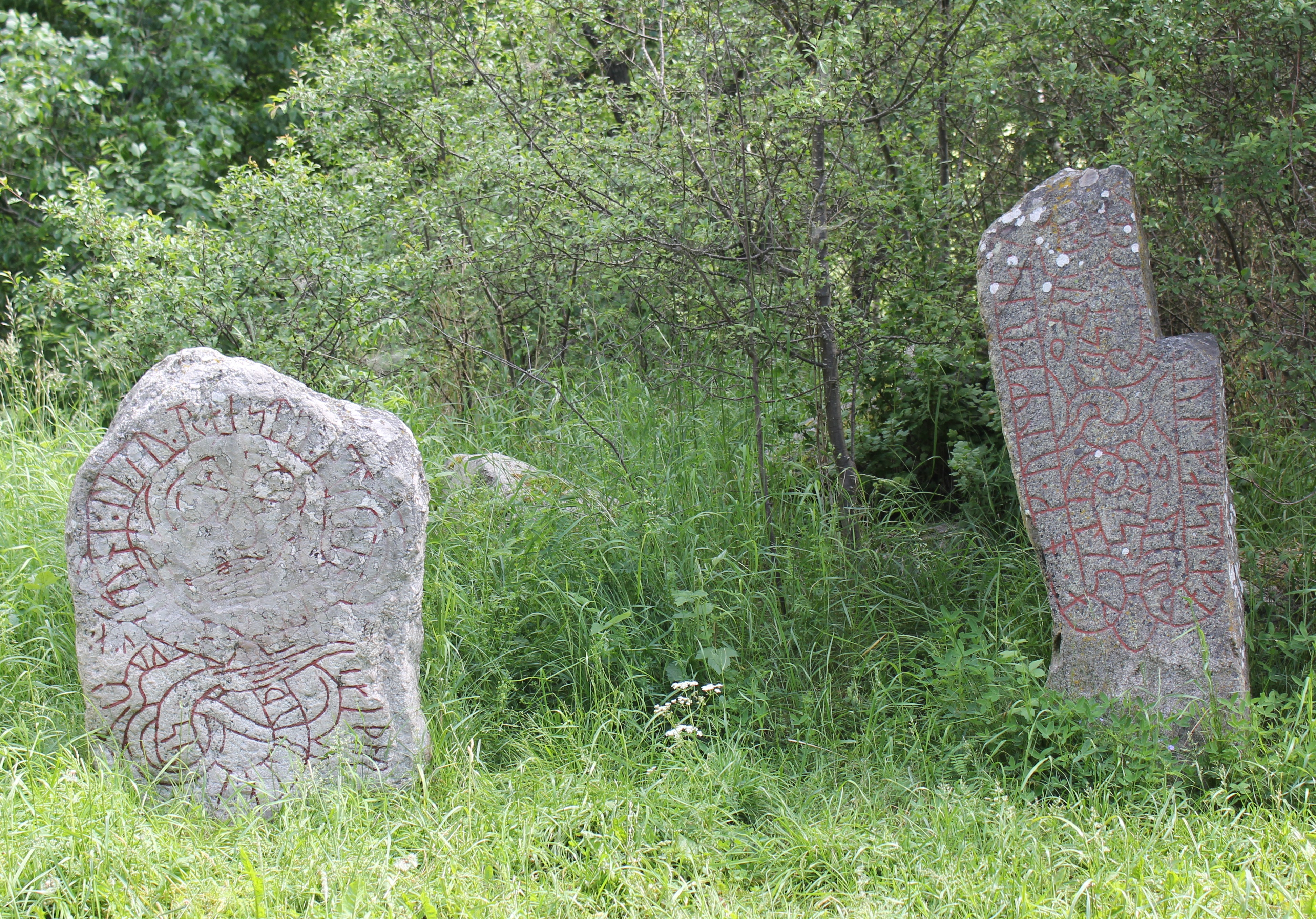
Runensteine von Skälby

Die Runensteine von Skälby (Samnordisk runtextdatabas U 88 und U 89) sind zwei nebeneinander stehende Runensteine im Ortsteil Skälby der Gemeinde Järfälla in Uppland in Schweden.
U 88 ist ein Runenstein aus hellgrauem Gneis. Er ist etwa 110 cm hoch, 80 cm breit und 30 cm dick. Die Runenhöhe beträgt 7,0 bis 10,0 cm. Im 17. Jahrhundert befanden sich die Steine in einem Kreises aus kleineren runden Steinen. Während des 19. Jahrhunderts wurde der Stein in Lindal als Schwelle verwendet und war dann eine Zeit lang verschwunden, wurde aber 1938 auf dem Hof Skälby gefunden. Er wurde neben U 89 aufgestellt.
Der Text lautet: 
„sḅialbuþi : ok : uni : liṭu : raistu : stain : at · ṭiþkuma : ikiþoru“ 
„Spjallbode und Uni ließen diesen Stein für Tidkume errichteten, Ingetoras (Mann).“
U 89 ist ein Runenstein aus grobem Granit und glatter Oberfläche. Er ist etwa 132 cm hoch, 50 cm breit und 40 cm dick. Die Runenhöhe beträgt 7,0 bis 9,0 cm. Im 17. Jahrhundert befanden sich die Steine in einem Kreises aus kleineren runden Steinen. Die Ritzung ist gut erhalten. Das fehlende Stück fehlt bereits in den ältesten Bildern aus dem 17. Jahrhundert. Neben ihm wurde U 88 aufgestellt.
Die Inschrift lautet:
„· helka · ok · ulmfris · l--u · raisa · st-- · þi…– · ulfast · faþur ·· sen“ 
„Helga und Holmfrid ließen diesen Stein für Holmfast errichten, ihren Vater.“

Runensteine von Skälby
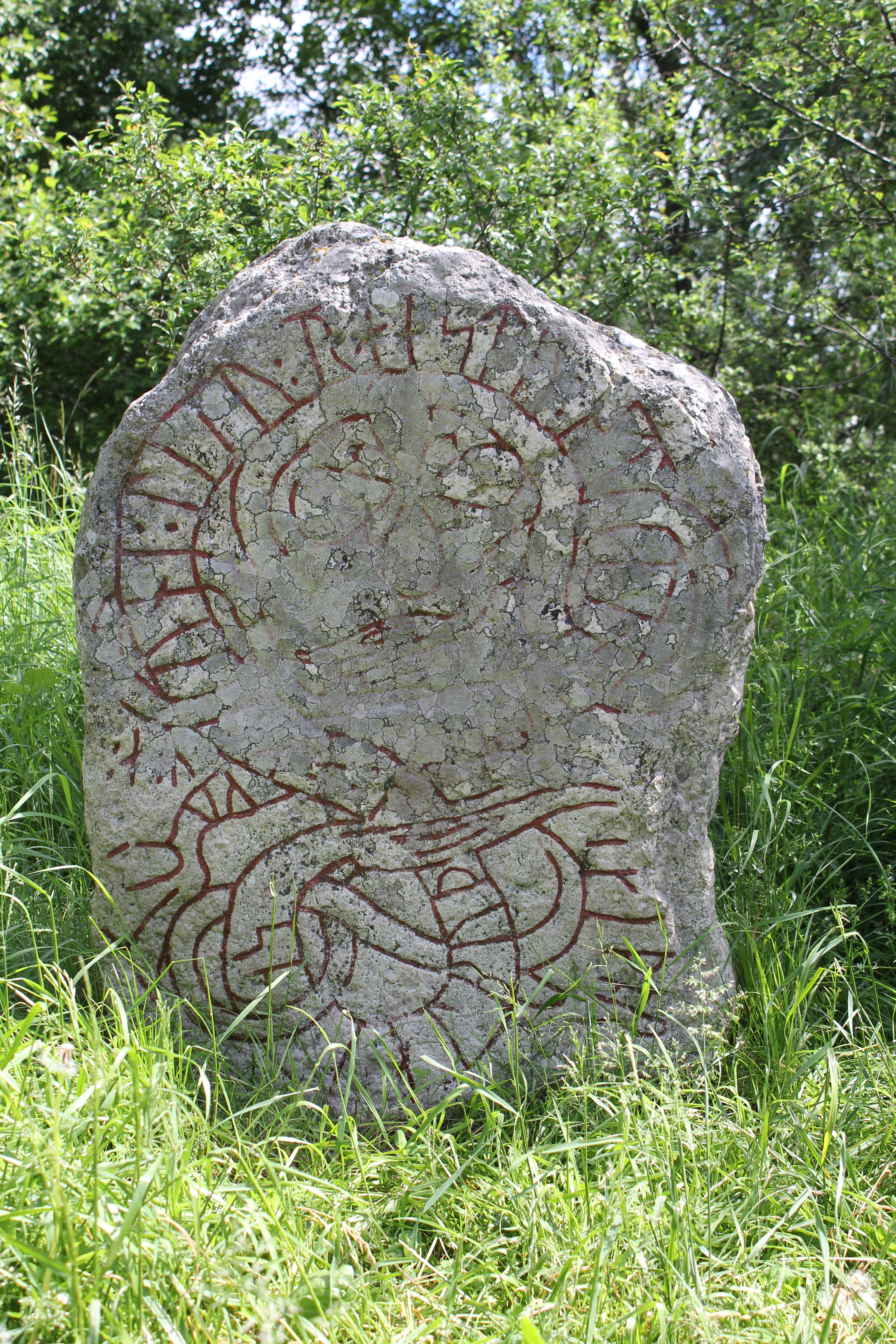
Runenstein U 88
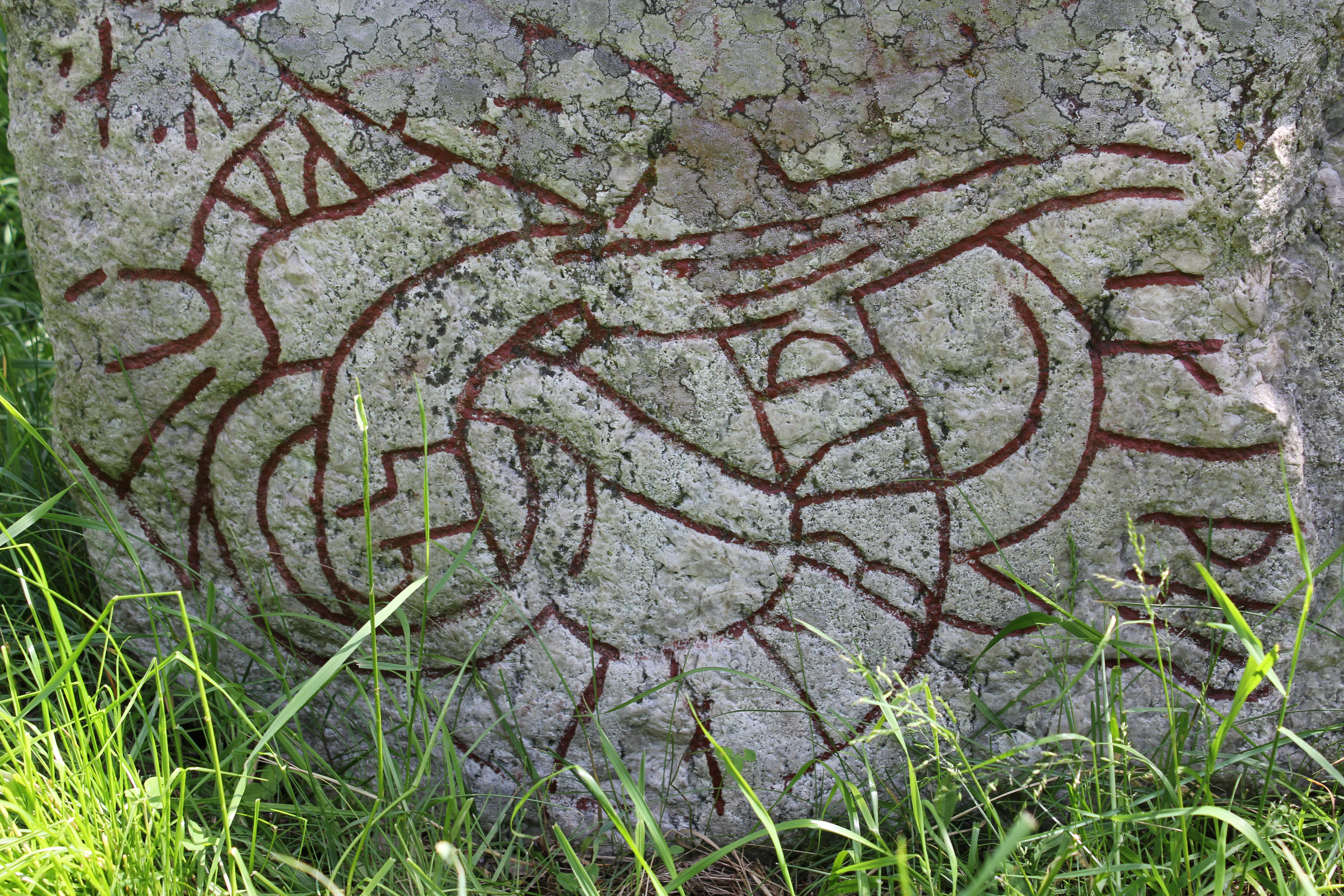
Runenstein U 88, Detail
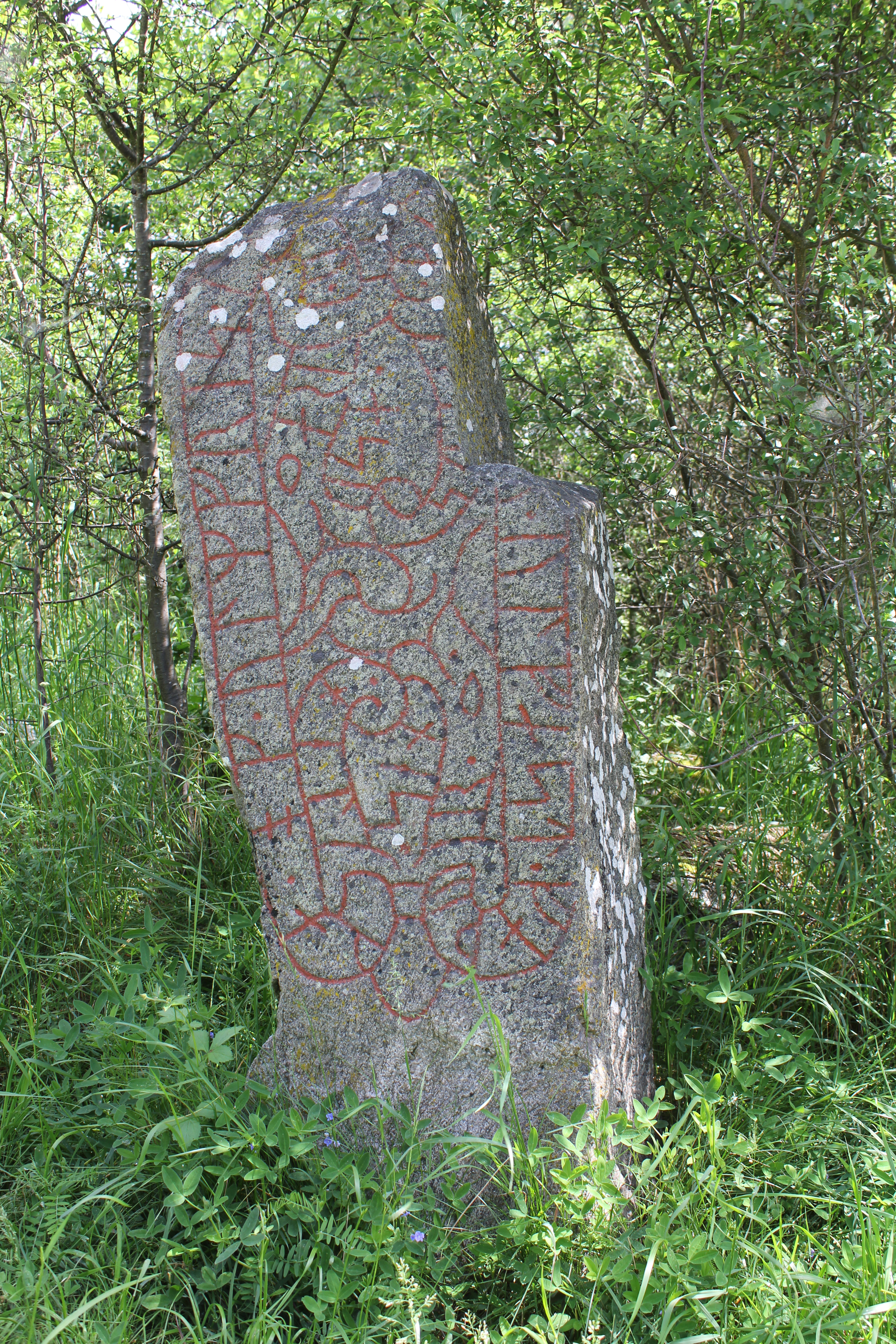
Runenstein U 89
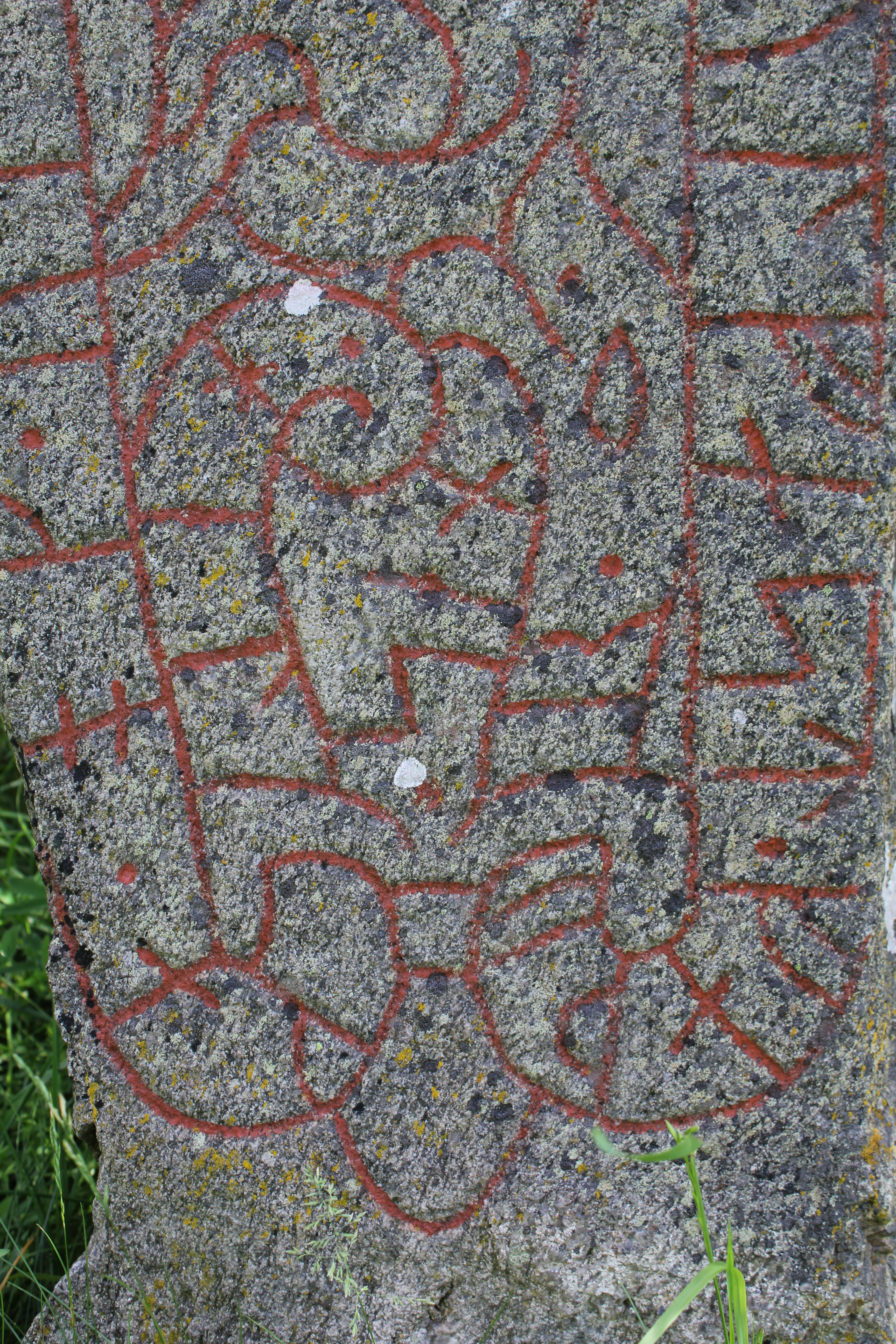
Runenstein U 89, Detail

Olof Rudbeck der Ältere (1630–1702) führte in seiner 1679 erschienenen vierbändigen Atlantica (Atland eller Manheim, Atlantica sive Manheim, vera Japheti posterorum sedes et patria) eine einfallsreiche Lesung der Schnitzerei an, um die Idee eines nordischen Isiskultes stützen. 